# Clunie Water
Das Clunie Water, auch Water of Clunie oder Cluny Water, ist ein Fluss in der schottischen Council Area Aberdeenshire. Sein Name leitet sich von gälischen Cluanaigh („Weide/Wiese“) ab.

## Beschreibung
Das Clunie Water entsteht durch den Zusammenfluss der Bäche Cairnwell Burn und Allt Coire Fionn im Zentrum der Grampian Mountains zwölf Kilometer südlich von Braemar. Westlich erhebt sich der Càrn Aosda, während östlich der Sron na Gaoithe liegt. Ein kurzes Stück südlich befindet sich die Grenze zur benachbarten Council Area Perth and Kinross beziehungsweise zur traditionellen Grafschaft Perthshire. Das Clunie Water fließt vornehmlich in nördlicher Richtung durch den Glen Clunie ab. Es mündet nach einem Lauf von etwa 15 Kilometern einen Kilometer nördlich von Braemar von rechts in den Dee, der schließlich in die Nordsee entwässert. Auf seinem Lauf nimmt das Clunie Water verschiedene Bäche auf. Seine Hauptzuflüsse sind der von links einmündende Baddoch Burn und der aus Loch Callater abfließende Callater Burn, der von rechts einmündet. Das Clunie Water durchfließt eine weitgehend unbesiedelte Region. Mit Braemar wird kurz vor der Mündung die einzige Ortschaft durchflossen.
Groome gab im späten 19. Jahrhundert die Länge mit 7 Meilen (etwa 11,4 Kilometer) an. Dies ist konsistent mit historischem Kartenmaterial, auf welchem das Clunie Water durch den Zusammenfluss des Baddoch Burn mit dem Allt Bhruidid entsteht. Letzterer Bach wird auf neuerem Kartenmaterial dem Clunie Water zugeschlagen, woraus sich eine größere Länge ergibt.

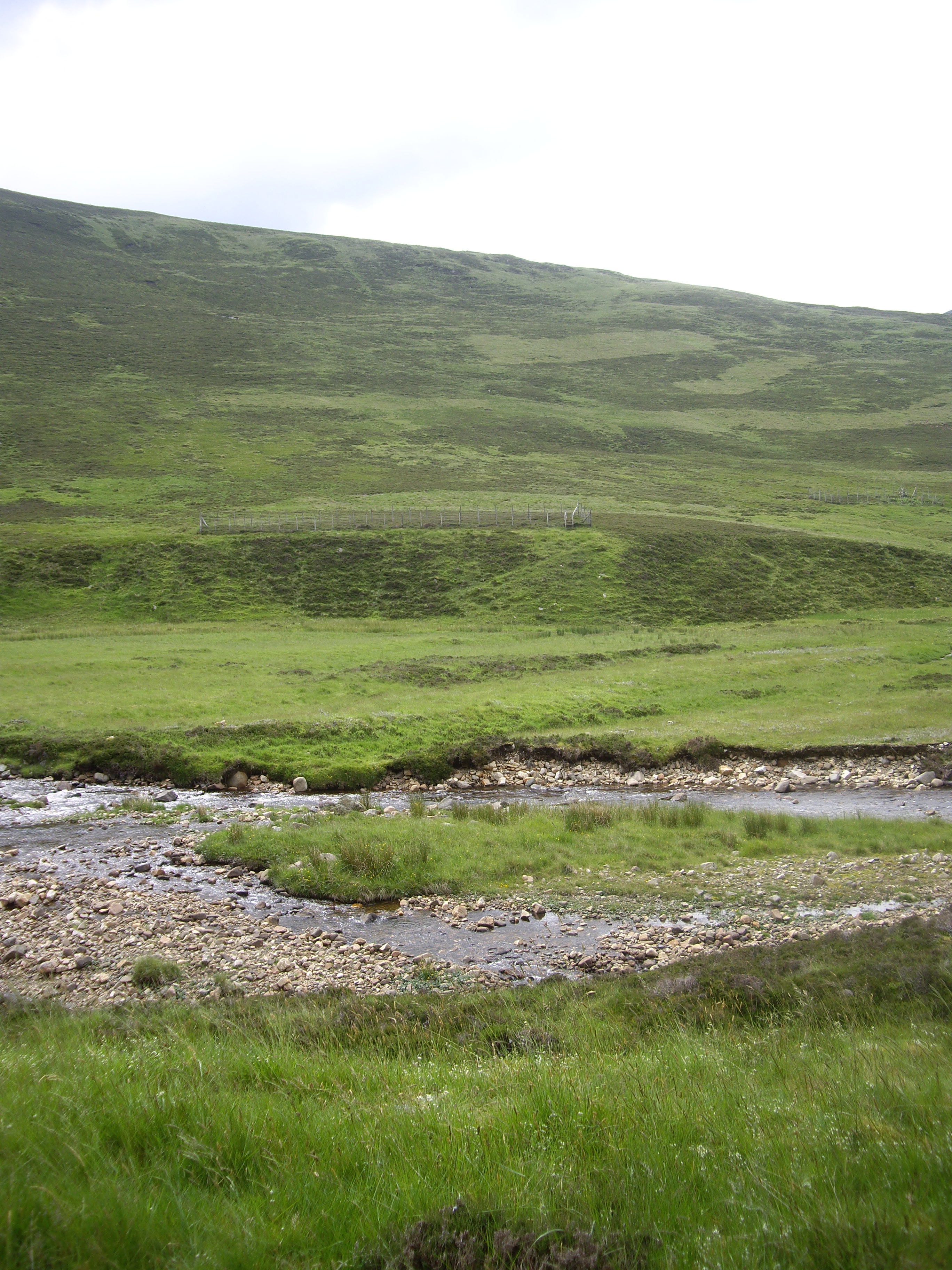
Oberlauf des Clunie Waters
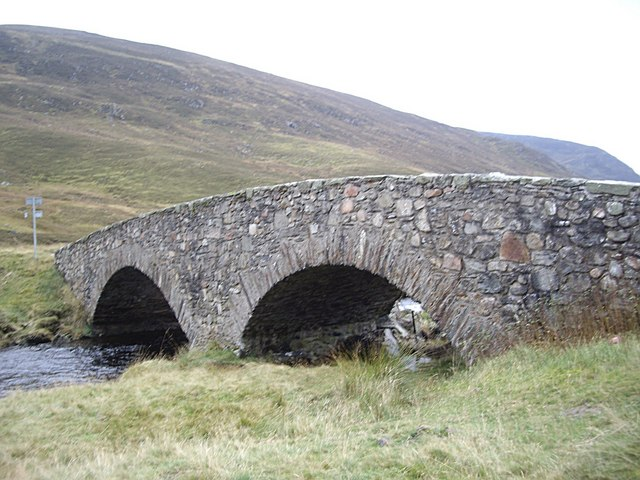
Fraser’s Bridge
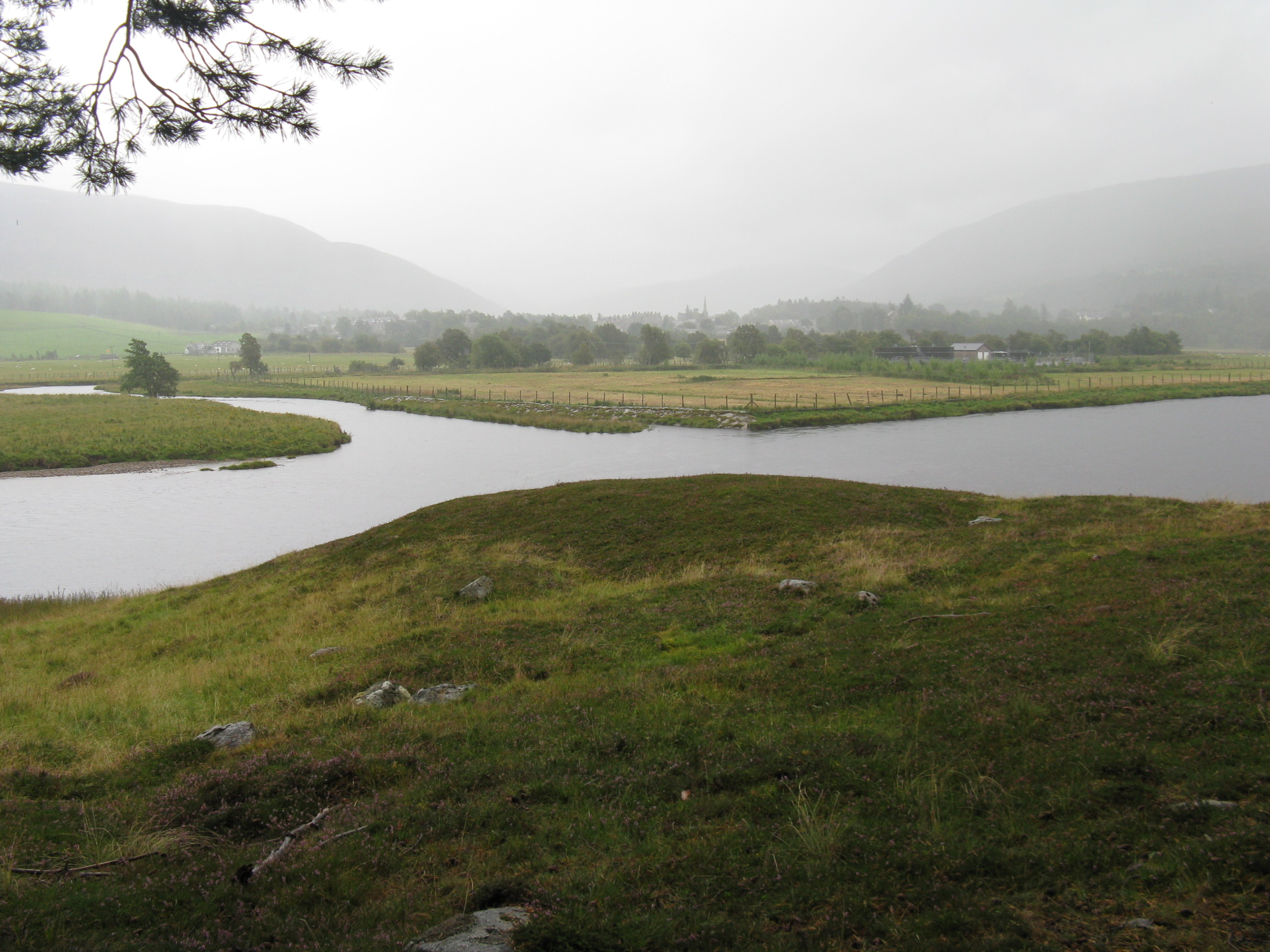
Mündung des Clunie Waters in den Dee

## Umgebung
General Wade trieb im früheren 18. Jahrhundert den Bau von Militärstraßen in Schottland voran. Für die Querung der Grampian Mountains entlang der Militärstraße zwischen Blairgowrie und Fort George wählte er, beziehungsweise sein Nachfolger William Caulfield, einen Lauf entlang des Glen Shee über den Cairnwell Pass in den Glen Clunie. Die Straße wurde zwischenzeitlich zur A93 ausgebaut. Die 1749 fertiggestellte Fraser’s Bridge war Teil der Militärstraße. Die Old Spittal Bridge über den Oberlauf des Flusses wurde ebenfalls entlang der Militärstraße errichtet. In Braemar stehen die Ruinen von Kindrochit Castle am rechten Ufer. Nahe der Mündung in den Dee befindet sich Braemar Castle.
Der letzte Ausflug Königin Viktorias mit ihrem 1861 verstorbenen Prinzgemahl Albert soll am 16. Oktober desselben Jahres durch den Glen Clunie geführt haben.